# Cosmas Michael Angkur

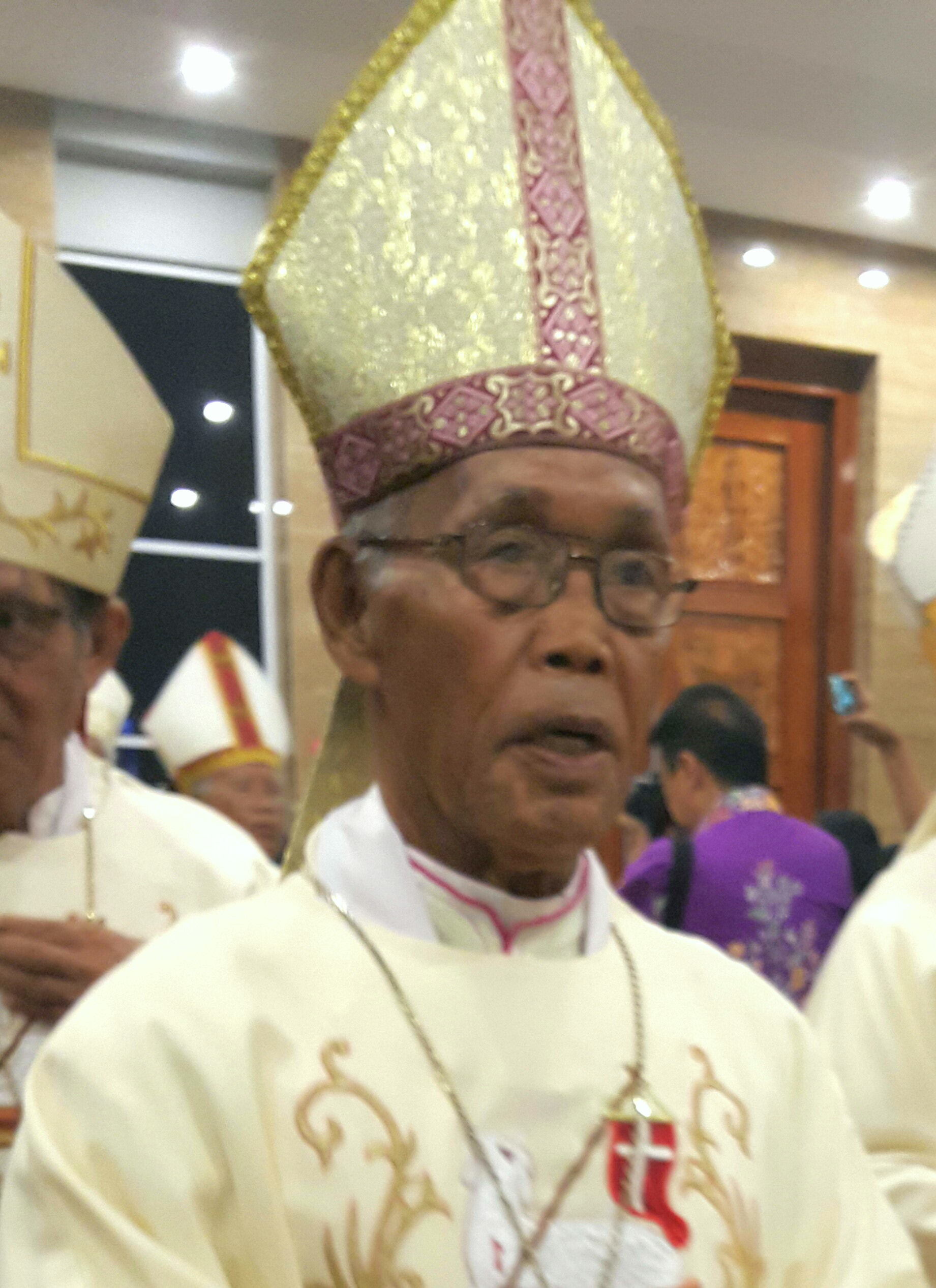
Cosmas Michael Angkur, 2017

Cosmas Michael Angkur OFM (* 4. Januar 1937 in Lewur; † 18. Dezember 2024 in Nusa Tenggara Timur) war ein indonesischer Geistlicher und römisch-katholischer Bischof von Bogor.

## Leben
Cosmas Michael Angkur trat der Ordensgemeinschaft der Franziskaner bei und empfing nach seiner theologischen Ausbildung von dem Bischof von Bogor, Paternus Nicholas Joannes Cornelius Geise OFM, am 14. Juli 1967 die Priesterweihe. Er war von 1983 bis 1989 der erste Provinzial seines Ordens in Indonesien. In der indonesischen Bischofskonferenz (KWI) leitete er unter anderem die Kommissionen für Familie und für Bildung.
Papst Johannes Paul II. ernannte ihn am 10. Juni 1994 zum Bischof von Bogor. Die Bischofsweihe spendete ihm der Erzbischof von Jakarta, Leo Soekoto SJ, am 23. Oktober desselben Jahres; Mitkonsekratoren waren Erzbischof Pietro Sambi, Apostolischer Nuntius in Indonesien, und Alexander Soetandio Djajasiswaja, Bischof von Bandung.
Am 21. November 2013 nahm Papst Franziskus seinen altersbedingten Rücktritt an. Cosmas Michael Angkur starb im Alter von 87 Jahren im Siloam Labuan Bajo Krankenhaus in Ost Nusa Tenggara (NTT).